# Louis, Thân vương Napoléon
Louis Jérôme Victor Emmanuel Léopold Marie sinh ngày 23 tháng 1 năm 1914 và mất ngày 3 tháng 5 năm 1997. Ông là một thành viên của Hoàng tộc Bonaparte và là người tuyên bố sở hữu tước hiệu Hoàng đế Pháp, với tư cách là Napoleon VI, từ năm 1926 cho đến khi qua đời tại Prangins, Bỉ.

## Sinh ra và lớn lên
Ông sinh ra ở Bruxelles, Bỉ (vì luật pháp cấm các người thừa kế của các triều đại cầm quyền cũ của Pháp cư trú tại Pháp). Ông là con trai của Victor Napoléon và vợ là Công chúa Clémentine, con gái của vua Leopold II của Bỉ.
Khi ông còn là một đứa trẻ, ông đã giành một phần thời gian sống ở Anh, nơi ông ở cùng hoàng hậu Eugénia de Montijo, góa phụ của Napoléon III. Ông được giáo dục ở Leuven, Bỉ và Lausanne, Thụy Sĩ. Khi cha ông qua đời vào ngày 3 tháng 5 năm 1926, hoàng tử Louis 12 tuổi đã trở thành người kế vị của Triều Đại Bonaparte.